# Ceratina satoi
Ceratina satoi är en biart som beskrevs av Keizo Yasumatsu 1936. Ceratina satoi ingår i släktet märgbin, och familjen långtungebin. Inga underarter finns listade i Catalogue of Life.